# Жушань
Жуша́нь (кит. упр. 乳山, пиньинь Rǔshān) — городской уезд городского округа Вэйхай провинции Шаньдун (КНР). Городской уезд назван в честь находящейся на его территории горы Жушань.

## История
Во время Второй мировой войны действующие в японском тылу партизаны создавали свои органы власти, чьи зоны действия не совпадали с довоенными границами административных единиц. В марте 1941 года был создан Мухайский административный комитет (牟海行政公署), чья власть распространялась на южную часть уезда Мупин и восточную часть уезда Хайян. В январе 1945 года эта территория была преобразована в уезд Жушань (乳山县).
В мае 1950 года был создан Специальный район Вэньдэн (文登专区), и уезд вошёл в его состав. В 1956 году Специальный район Вэньдэн был расформирован, а входившие в него административные единицы были переданы в состав Специального района Лайян (莱阳专区). В 1958 году Специальный район Лайян был переименован в Специальный район Яньтай (烟台专区). В 1967 году Специальный район Яньтай был переименован в Округ Яньтай (烟台地区).
В 1983 году постановлением Госсовета КНР Округ Яньтай был расформирован, а вместо него создан городской округ Яньтай.
В 1987 году постановлением Госсовета КНР был образован городской округ Вэйхай, и уезд вошёл в его состав. В 1993 году уезд Жушань был преобразован в городской уезд.

## Административное деление
Городской уезд делится на 1 уличный комитет и 14 посёлков.